# Dragged Across Concrete
Dragged Across Concrete —titulada Al otro lado de la ley en España y Justicia Brutal en Argentina— es una película de suspenso y crimen neo-noir estadounidense de 2018 escrita y dirigida por S. Craig Zahler. Está protagonizada por Mel Gibson, Vince Vaughn y Tory Kittles, acompañados por un reparto coral que incluye a Michael Jai White, Jennifer Carpenter, Laurie Holden, Fred Melamed, Udo Kier, Thomas Kretschmann y Don Johnson. La historia sigue a dos amigos de la infancia y dos detectives de policía suspendidos por brutalidad policial que, en una desesperada necesidad de dinero, se ven envueltos en un robo organizado por un ladrón profesional.
Zahler comenzó a trabajar en Dragged Across Concrete justo después de terminar el desarrollo de su película anterior, Brawl in Cell Block 99, donde también actuaron Vaughn, Carpenter y Johnson. Vaughn recomendó a Zahler a Gibson, con quien trabajó anteriormente en Hasta el último hombre, y Gibson aceptó protagonizar la película, acompañado más tarde por Kittles y White. El rodaje tuvo lugar en Vancouver, Canadá, entre julio y septiembre de 2017, con un presupuesto de producción de quince millones de dólares.
Se estrenó en el 75 ° Festival Internacional de Cine de Venecia el 3 de septiembre de 2018 y tuvo un estreno limitado en cines y en video bajo demanda, simultáneamente, a través de Summit Entertainment el 22 de marzo de 2019. La película recibió varias candidaturas en la 45ª edición de los Premios Saturn, pero también fue preseleccionada en la categoría «peor desprecio imprudente por la vida humana y la propiedad pública» en la 40.ª edición de los Premios Golden Raspberry.

## Trama
En la ciudad ficticia de Bulwark, Henry Johns, recientemente liberado, reprende a su madre por volver a la prostitución y consumir drogas, antes de reunirse con su hermano menor discapacitado, Ethan.
Tres semanas después, los detectives de policía Brett Ridgeman y Anthony Lurasetti son suspendidos sin paga por el departamento de policía después de que los medios de comunicación revelan un video acusándolos de cometer brutalidad policial contra un traficante de drogas. Ambos detectives están desesperados por obtener dinero: Ridgeman necesita efectivo para mudarse a un vecindario más seguro para su familia, mientras que Lurasetti se demora en proponerle matrimonio a su novia Denise. Siguiendo un consejo de Friedrich, un rico hombre de negocios con conexiones criminales, Ridgeman recluta a Lurasetti para que lo ayude a vigilar y robar a Lorentz Vogelmann, un ladrón profesional.
Henry y su amigo de la infancia, «Biscuit», son contratados por Vogelmann como conductores de fuga, cuyos hombres, «Black Gloves» (Guantes negros) y «Grey Gloves» (Guantes grises), han cometido una serie de robos para comprar una camioneta antibalas personalizada. Luego, Vogelmann y su equipo roban un banco y toman a los empleados y clientes como rehenes. Una empleada del banco, Kelly Summer, que volvió a trabajar después de su baja por maternidad, es ejecutada por los ladrones de bancos después de impedir que un colega avisara a la policía por correo electrónico. Los ladrones castran al gerente del banco y luego escapan con los lingotes y una rehén, Cheryl, mientras Ridgeman y Lurasetti los siguen. Inquietos por la brutalidad de Vogelmann y sus secuaces, Henry y Biscuit se ven obligados a entregar sus armas. Al darse cuenta de que pueden matarlos, Henry decide no revelarle a Biscuit ni a los ladrones que los detectives los están siguiendo. Lurasetti se entera de las atrocidades cometidas por los ladrones y reprende a Ridgeman por no intervenir antes o notificar a las autoridades, pero Ridgeman afirma que la aplicación de la ley llegaría demasiado tarde y que solo ellos dos pueden lidiar con los ladrones. Lurasetti opta por no retrasar su propuesta de matrimonio a Denise y le deja un mensaje de voz que la guía hasta el anillo de compromiso.
Al llegar a un garaje en el campo, Biscuit salta de la camioneta y recibe un disparo, mientras Henry hiere a Grey Gloves con un arma oculta. Herido de muerte, Biscuit se traga la llave de la camioneta, implorándole a Henry que cuide de su madre, y los ladrones lo matan a tiros. Cheryl es enviada a recuperar el cuerpo de Biscuit y arrastrarlo a la camioneta y Black Gloves abre el estómago de Biscuit para recuperar la llave, mientras Ridgeman y Lurasetti embisten la camioneta, derribándola. Amenazada por Vogelmann, Cheryl aparentemente escapa de la camioneta y cuando Lurasetti intenta rescatarla, le dispara, hiriéndolo mortalmente, antes de ser ejecutada por Ridgeman. Ridgeman luego mata rápidamente a Black Gloves cuando sale de la camioneta. Ridgeman le entrega su teléfono al moribundo Lurasetti para que escuche un mensaje de voz de Denise, rechazando su propuesta, antes de sucumbir a sus heridas.
Ridgeman llena la camioneta con gas lacrimógeno y mata a Grey Gloves justo cuando se rinde. Antes de que Ridgeman pueda incendiar la camioneta, Henry dispara un tiro de advertencia e insiste en que se salve el valioso contenido de la camioneta. Ridgeman se sube a la camioneta y mata a Vogelmann antes de que este pueda dispararle a través de la rendija retráctil. Henry le dispara a Ridgeman en el pie y revela que registró todo el incidente en su teléfono celular y reconoce a Ridgeman como un detective. Al desarmar a Henry, Ridgeman propone dividir las ganancias y juntos cargar los cuerpos y los lingotes en el auto de la fuga. Después de remolcar el auto de Lurasetti a un vertedero, Ridgeman desenfunda un arma de fuego oculta y amenaza a Henry para que borre el video. Henry y Ridgeman se disparan entre sí, y Henry hiere mortalmente a Ridgeman. Henry acuerda con el moribundo Ridgeman enterrar a Lurasetti y cuidar de la familia de Ridgeman, y luego entierra todos los cuerpos, prometiendo al fallecido Biscuit que regresará y le dará un entierro adecuado.
Once meses después, Henry vive en una lujosa mansión con su madre y su hermano. Le envía a la familia de Ridgeman un paquete que contiene una parte de los lingotes de oro.

## Reparto
- Mel Gibson como Detective Brett Ridgeman[10]
- Vince Vaughn como Detective Anthony Lurasetti[10]
- Tory Kittles como Henry Johns[11]
- Michael Jai White como «Biscuit»[11]
- Jennifer Carpenter como Kelly Summer[11]
- Laurie Holden como Melanie Ridgeman[11]
- Fred Melamed como Sr. Edmington[12]
- Udo Kier como Friedrich[12]
- Tattiawna Jones como Denise[11]
- Justine Warrington como Cheryl[12]
- Jordyn Ashley Olson como Sara Ridgeman[13]
- Liannet Borrego como Rosalinda[12]
- Myles Truitt como Ethan Johns[13]
- Vanessa Bell Calloway como Jennifer Johns[13]
- Noel G. como Vasquez[13]
- Primo Allon como «Black Gloves»[4]
- Matthew MacCaull como «Grey Gloves»[4]
- Thomas Kretschmann como Lorentz Vogelmann[12]
- Don Johnson como Teniente jefe Calvert[11]
- Richard Newman como Feinbaum[13]

## Producción

### Desarrollo
El 1 de febrero de 2017, justo después de terminar la producción de su película anterior, Brawl in Cell Block 99, S. Craig Zahler firmó para dirigir Dragged Across Concrete, un thriller criminal basado en la brutalidad policial, a partir de un guion que él mismo había escrito. El guion tienía 162 páginas y se mantuvo sin cambios en el momento de la filmación, y es el guion favorito de Zahler. La historia está influenciada por la película The Killing, dirigida por Stanley Kubrick, y las películas Tarde de perros y El príncipe de la ciudad, dirigidas por Sidney Lumet, siendo El príncipe de la ciudad una de las películas favoritas de Zahler. «Quería hacer un drama criminal de suspenso con un elenco como los que se encuentran en El príncipe de la ciudad, Taxi Driver, Tarde de perros y Sweet Smell of Success», declaró el director.
Zahler está más interesado en construir el mundo de sus guiones que en escribir las tramas y la película tocó temas delicados como el racismo. Escribe a su gusto y no le importan las reacciones del público, ya que no persigue una audiencia masiva. Zahler afirmó: «Soy consciente de que hay líneas y momentos en mis películas, libros y películas futuras que no serán bien recibidos por algunas personas o harán que la gente me odie. Ese es tu derecho. Tengo derecho a realizar mi propia visión y espero que sea suficiente para pasar a la siguiente». En una entrevista, Zahler afirmó que la intención de la película no era abordar los males sociales o ser provocador, sino explorar «hacer un análisos en términos de diferencias» entre problemas sociales. Zahler lo ejemplificó diciendo que Brett Ridgeman, uno de los personajes de la película, es «un tipo amargado, no muy contento con su posición en la vida, con mano dura, y haciendo algunas cosas que no debería hacer, y está suspendido» y tratando de salir del hoyo que cavó con todos estos errores. Vince Vaughn, que interpreta al compañero de Brett, Anthony Lurasetti, afirmó que Dragged Across Concrete «no es una película con una intención oculta», sino una historia sobre la moral.
Dragged Across Concrete tiene escenas de recuentos de la vida que no están relacionadas con la progresión de la trama, como el personaje de Jennifer Carpenter, Kelly Summer, que no quiere dejar a su hijo para ir a trabajar, el personaje de Vaughn comiendo un sándwich en un automóvil y el personaje de Tory Kittles, Henry Johns, hablando con el personaje «Biscuit» de Michael Jai White sobre su infancia, y son algunas de las escenas favoritas de Zahler de la película. A pesar de que estas escenas alargan la duración total de la película, Zahler consideró que, junto con la atmósfera y los giros posteriores, las escenas hacen que los personajes se vuelvan más interesantes que la trama.
Keith Kjarval de Unified Pictures produjo la película junto con Zahler y Dallas Sonnier de Cinestate, Jack Heller de Assemble Media y Sefton Fincham de Look to the Sky Films, con financiación del Unified Film Fund de Kjarval. El proyecto buscó un distribuidor en el mercado de cine europeo en el 67.º Festival Internacional de Cine de Berlín en febrero de 2017. En mayo del mismo año, Lionsgate adquirió los derechos de distribución de la película en Estados Unidos y la estrenaría a través de su filial, Summit Entertainment.

### Casting
Vince Vaughn protagonizó la película anterior de S. Craig Zahler, Brawl in Cell Block 99, como Bradley Thomas. Vaughn le dio el guion de Dragged Across Concrete a Mel Gibson, quien había dirigido a Vaughn en Hasta el último hombre de 2016, le pidió que protagonizara la película y le recomendó que viera Brawl in Cell Block 99. Zahler pudo contactar a Gibson a través de Vaughn y esperaba que protagonizara la película. El 1 de febrero de 2017, se confirmó la presencia de Gibson en la cinta, en la que él y Vaughn interpretan a agentes de policía suspendidos por cometer brutalidad policial.
El 2 de agosto de 2017, Jennifer Carpenter y Don Johnson, que habían trabajado con Zahler en Brawl in Cell Block 99, se unieron al reparto, seguidos por Tory Kittles, Michael Jai White, Tattiawna Jones y Laurie Holden. Dado que Vaughn y Gibson son conservadores conocidos en Hollywood, The Daily Beast afirmó que esto podría obstaculizar la financiación de la película. Sin embargo, Zahler sostuvo que eran la dupla perfecta para sus respectivos papeles y el estudio estaba dispuesto a financiar la producción del casting de ambos actores. Zahler elogió a Gibson por su colaboración y actuación en la película. Gibson interpretó anteriormente a un sargento de policía en la franquicia Lethal Weapon, pero eso no influyó en el guion ni en la selección del reparto de Dragged Across Concrete.

### Rodaje

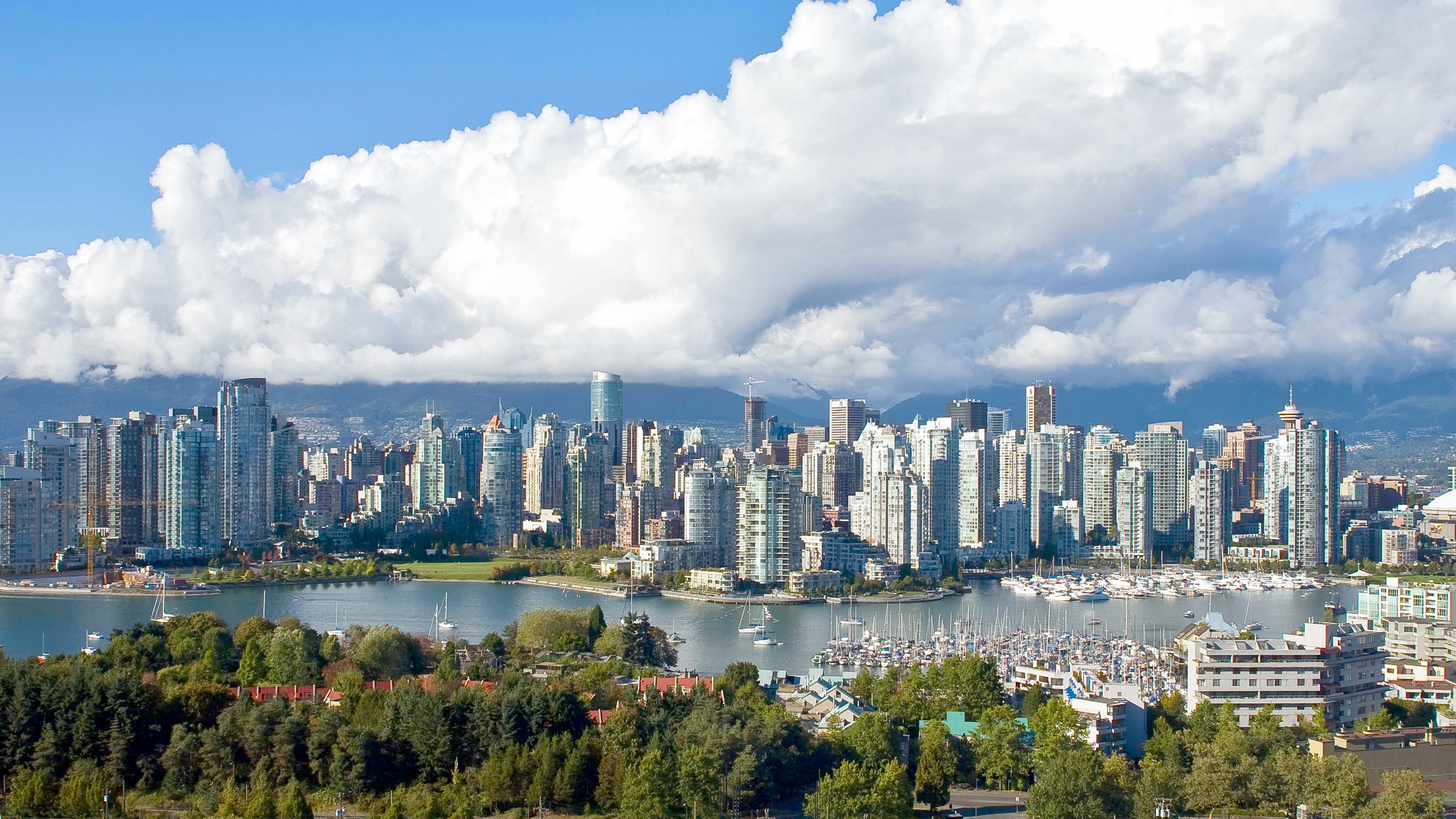
Vancouver, Columbia Británica, donde se llevó a cabo el rodaje.

La filmación de la película comenzó en Vancouver, Canadá, el 17 de julio de 2017 y concluyó el 16 de septiembre de ese año. Zahler quería que Dragged Across Concrete fuera percibida por el úblico como realista y decidió filmar una colisión automovilística real en el set para una de las escenas, en lugar de desarrollarla en la sala de montaje. El rodaje resultó extremadamente desafiante debido a la complejidad y el peligro que significó la creación de escenas tales como una ventana rota, un accidente automovilístico o alguien que recibía un disparo. Dragged Across Concrete es menos violenta que las películas anteriores de Zahler, Bone Tomahawk y Brawl in Cell Block 99, debido a la diferencia en las armas y estilos de lucha utilizados por los personajes.

### Música
La banda sonora de la película fue compuesta por S. Craig Zahler y su amigo Jeff Herriott, habiendo trabajado juntos anteriormente en Bone Tomahawk y Brawl in Cell Block 99. El dúo escribió varias piezas de soul y contó con el grupo de rhythm and blues The O'Jays para cantar las canciones. Zahler fue influenciado por músicos de jazz como Charles Mingus y John Coltrane al crear la banda sonora.
Lakeshore Records lanzó la banda sonora el 22 de marzo de 2019 en formatos CD, digital y vinilo, que coincidió con la fecha de estreno del filme. Pat Padua de The Washington Post calificó algunas de las piezas musicales como «un poco discordantes, pero contribuyen a una sensación de realidad que es a la vez familiar e inquietante».
| N.º   | Título                        | Música                                    | Duración |  |
| 1.    | «Street Corner Felines»       | Eddie Levert, Walter Williams, The O'Jays | 4:48     |  |
| 2.    | «Gilded Life of the Rich Man» | Eddie Levert, Walter Williams, The O'Jays | 5:01     |  |
| 3.    | «Sneaking Around at Night»    | Butch Tavares                             | 4:15     |  |
| 4.    | «My Magic Tricks»             | Adi Armour                                | 5:02     |  |
| 5.    | «A Better Place for Us»       | S. Craig Zahler                           | 4:30     |  |
| 6.    | «She's My Ice Cream Sundae»   | Butch Tavares                             | 2:42     |  |
| 7.    | «Don't Close the Drive In»    | Butch Tavares                             | 4:48     |  |
| 8.    | «Shotgun Safari»              | Eddie Levert, Walter Williams, The O'Jays | 3:49     |  |
| 34:55 |                               |                                           |          |  |

## Estreno y recepción
En mayo de 2017, Lionsgate adquirió los derechos de distribución de la película en Estados Unidos y la estrenaría a través de su filial, Summit Entertainment. El estreno mundial de la película tuvo lugar en el 75º Festival Internacional de Cine de Venecia el 3 de septiembre de 2018. Más tarde, Dragged Across Concrete se estrenó en cines y en video bajo demanda en los Estados Unidos el 22 de marzo de 2019.
Dragged Across Concrete se lanzó en descarga digital, DVD y disco Blu-ray en los Estados Unidos a través de Lionsgate Films el 30 de abril de 2019, e incluye un cortometraje titulado «Moral Conflict: Creating Cinema That Challenges» y un extra de cuarenta minutos titulado «Elements of a Crime». Studio Canal la editó en el Reino Unido el 19 de agosto de 2019 en los tres formatos.

### Crítica
En el agregador de reseñas Rotten Tomatoes, Dragged Across Concrete tiene un índice de aprobación del 76 % basado en 151 reseñas, con una calificación promedio de 6,9 sobre 10. El consenso del sitio web dice: «Tan sombría y agotadora como su título, Dragged Across Concrete opta por un drama lento en lugar de emociones de alta velocidad, y tiene el elenco adecuado para que funcione». En Metacritic, la película tiene una puntuación media de 60 sobre 100, basada en 28 críticas, lo que indica «críticas mixtas o promedio».
Kevin Maher, de The Times, le dio a la película cuatro de cinco estrellas, y escribió: «en esta nueva, sombría y a menudo inesperadamente grandiosa película de género (es esencialmente una película buddy cop, pero con ambiciones operísticas), el hilo deshilachado, tanto irritante como extrañamente llamativo, es Mel Gibson».
Peter Bradshaw, de The Guardian, también calificó a Dragged Across Concrete con cuatro de cinco estrellas, afirmando: «esta es una película larga, pero hay algo tan horriblemente convincente en su lento avance hacia el precipicio».
David Fear, de Rolling Stone, otorgó al filme tres estrellas y media sobre cinco, elogiando la actuación de Gibson y la construcción de la atmósfera: «Dragged Across Concrete tiende a enviar a los fanáticos del cine criminal a espumosos ataques de alegría, especialmente aquellos que prefieren su pulp desagradable, brutal y increíblemente largo».
Kieran Fisher, del sitio Film School Rejects, elogió los diálogos entre los detectives, la actuación de Kittles y la intención de Zahler de desafiar la posición moral de la audiencia, aunque reconoció que la película generaría controversia: «Aun así, si sólo quieres ver una gran épica criminal que se preocupa más por contar una gran historia que por promover una agenda, querrás ver Dragged Across Concrete. Será una candidata a lo mejor de 2019 cuando todo esté dicho y hecho, incluso si algunos espectadores se sentirán culpables por disfrutarla tanto».
Armond White, de National Review, la destacó como una película de acción conservadora y escribió que «transmite vívidamente el sentimiento de sufrimiento, amargura y lucha»; luego la incluyó entre las veinte mejores películas de la década.
Algunos medios como The Daily Beast y Vanity Fair criticaron el filme por sus elementos políticamente incorrectos.

### Premios
En la 40.ª edición de los Premios Golden Raspberry, Dragged Across Concrete fue nominada en una nueva categoría, «Peor desprecio imprudente por la vida humana y la propiedad pública». El sitio WhatCulture criticó la nominación, diciendo que «parece como si los votantes simplemente quisieron nominar a Joker por la enorme publicidad en las redes sociales que generaría, y luego dio forma a una dudosa categoría de premios. Sin embargo, Dragged Across Concrete es una elección aún más extraña, tanto por su naturaleza de bajo presupuesto como por el hecho de que no hay tanta matanza en ella. 6 Underground de Michael Bay es claramente un nominada mucho más digna que cualquiera de esas películas, dado el daño colateral humano obvio que se acumula en medio de las caóticas secuencias de acción».
| Premio                            | Categoría        | Receptor                  | Resultado  |
| --------------------------------- | ---------------- | ------------------------- | ---------- |
| 45ª edición de los Premios Saturn | Mejor thriller   | Dragged Across Concrete   | Candidata  |
| 45ª edición de los Premios Saturn | Mejor actor      | Mel Gibson                | Candidato  |
| 45ª edición de los Premios Saturn | Mejor maquillaje | Lisa Love, Tate Steinsiek | Candidatos |
| 45ª edición de los Premios Saturn | Mejor guion      | S. Craig Zahler           | Candidato  |